# Robert Hurt
Robert Hurt, född 16 juni 1969 i New York, är en amerikansk republikansk politiker. Han representerade delstaten Virginias femte distrikt i USA:s representanthus 2011–2017.
Hurt avlade 1991 sin kandidatexamen vid Hampden–Sydney College och 1995 juristexamen vid Mississippi College. Han var ledamot av båda kamrarna i Virginias lagstiftande församling, först i underhuset Virginia House of Delegates 2002–2007 och sedan i Virginias senat 2008–2011.
I mellanårsvalet i USA 2010 utmanade Hurt demokraten Tom Perriello och vann med 51 procent av rösterna mot 47 procent för Perriello.